# George Henry Lewes
George Henry Lewes (Londra, 18 aprile 1817 – Londra, 30 novembre 1878) è stato uno scrittore e critico letterario britannico.

## Biografia
George Henry Lewes nacque da una relazione extraconiugale tra John Lee Lewes, poeta minore di Liverpool e figlio dell'attore comico Charles Lee Lewes, e da Elizabeth Ashweek, originaria del Devon. Sua madre si risposò con John Gurens Willim, capitano in pensione dell'esercito della Compagnia britannica delle Indie orientali. La famiglia dovette spostarsi frequentemente per via di problemi finanziari, per cui George Henry Lewes studiò in diversi posti, come a Londra, in Francia e a Jersey.
Conobbe Leigh Hunt e la sua famiglia, che lo aiutò a pubblicare le sue prime opere, nonché John Stuart Mill e Thomas Carlyle. Per il Westminster Review pubblicò numerosi articoli sul teatro europeo, sulla letteratura, sulla filosofia e sulla scienza. Scrisse per le principali riviste dell'età vittoriana e trattò autori come Shelley, Browning, Tennyson, Disraeli, Spinoza, Lessing, Hegel, Balzac, Goethe e Victor Hugo. Recensì le opere di Dickens, Thackeray e Charlotte Brontë, con i quali intrattenne anche una corrispondenza.
Prolifico autore di successo, pubblicò A Biographical History of Philosophy (4 volumi in 2, 1845–1846, una guida alla filosofia che parte dai greci sino ad Auguste Comte), una biografia su Robespierre (1849) e The Game of Speculation, un adattamento in inglese del Mercadet di Balzac. Dal punto di vista filosofico condivideva il positivismo di Comte in favore di una religione "umana e scientifica" in contrasto con la visione cristiana. Una serie di articoli esplicativi sulla filosofia di Comte vennero raccolti nel libro Comte's Philosophy of the Sciences nel 1853.
Ebbe un'importante relazione extraconiugale con George Eliot (al secolo Marian Evans). I due soggiornarono insieme in Germania mentre Lewes era intento nella stesura del capolavoro The Life of Goethe (1855), il suo primo importante successo letterario. Eliot lo aiutò a tradurre dal tedesco alcuni passaggi delle opere del grande filosofo tedesco. L'opera è un resoconto scientifico della vita travagliata e degli scandali sessuali di Goethe, nonché della sua variegata eredità letteraria.
Tornato in Inghilterra, intraprese uno studio sulla biologia marina che venne pubblicato in due serie di articoli sul Blackwood's Magazine nel 1856 e nel 1857, e poi nel libro illustrato Sea-Side Studies (1858), che divenne molto popolare. Lewes fu determinante nella carriera di Eliot, giacché fu colui che la incoraggiò per tutta la vita a scrivere romanzi di finzione.
Continuò a scrivere per svariate riviste britanniche sino alla morte. Una delle sue ultime fatiche fu la serie di saggi The Principles of Success in Literature pubblicata sul Fortnightly Review. Non riuscì a completare gli ultimi volumi di Problems of Life and Mind prima della sua morte avvenuta nel 1878. I due volumi vennero completati e pubblicati postumi da George Eliot.

## Opere

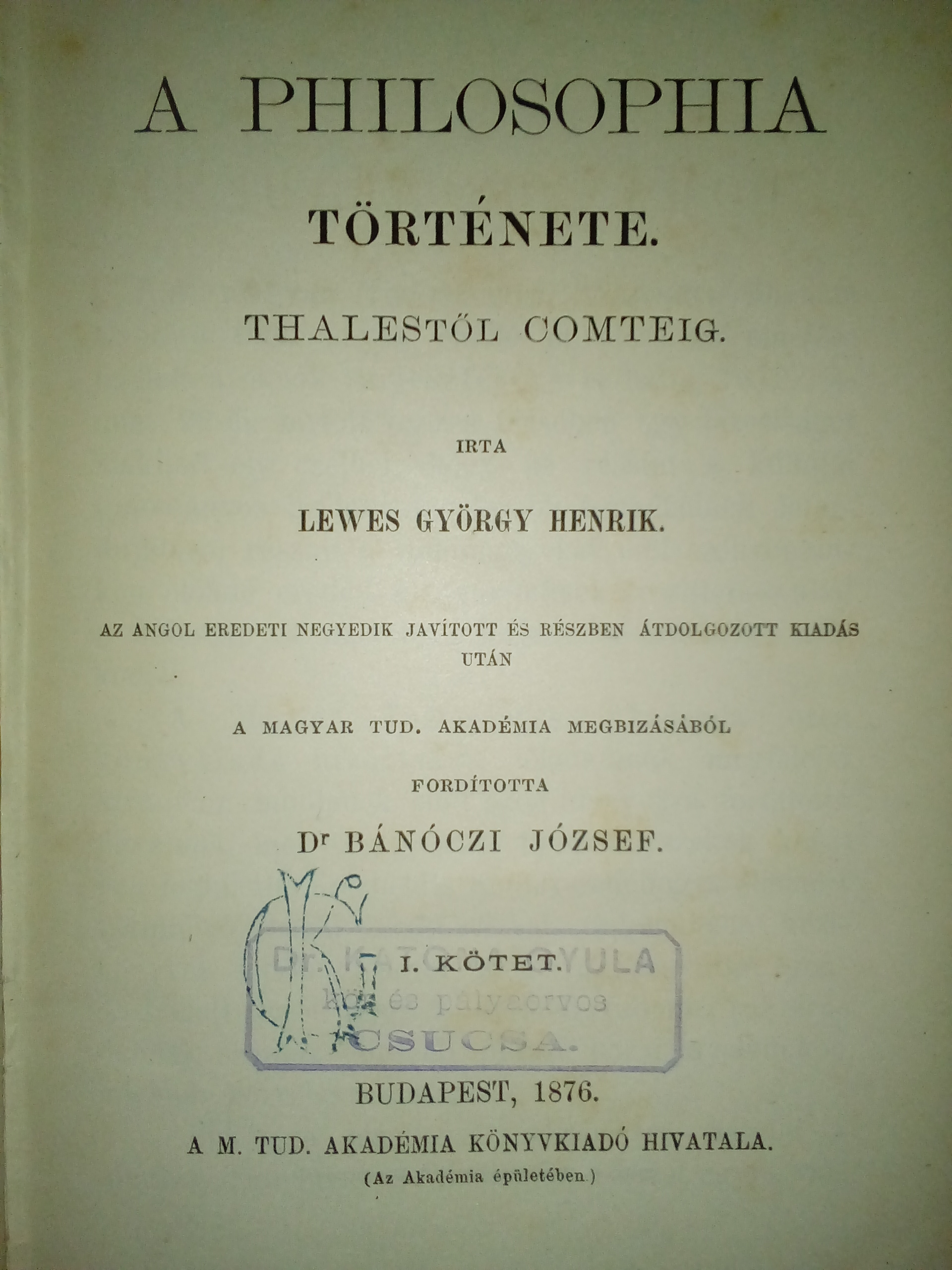
History of Philosophy (edizione ungherese, 1876)

- The Biographical History of Philosophy (1846). Adamant Media 2002: ISBN 0-543-96985-1
- The Spanish Drama (1846)
- Ranthorpe (1847). Adamant Media 2005: ISBN 1-4021-7564-7
- Rose, Blanche and Violet (1848)
- Robespierre (1849)
- Comte's Philosophy of the Sciences (1853). Adamant Media 2000: ISBN 1-4021-9950-3
- Life of Goethe (1855). Adamant Media 2000: ISBN 0-543-93077-7
- Seaside Studies (1858)
- Physiology of Common Life (1859)
- Studies in Animal Life (1862)
- Aristotle, A Chapter from the History of Science (1864). Adamant Media 2001: ISBN 0-543-81753-9
- Actors and Acting (1875)
- The Problems of Life and Mind (5 volumi)
  - First Series: The Foundations of a Creed, Volume 1 (1875). Kessinger Publishing 2004: ISBN 1-4179-2555-8
  - First Series: The Foundations of a Creed, Volume 2 (1875). University of Michigan Library: ISBN 1-4255-5578-0
  - Second Series: The Physical Basis of Mind (1877)
  - Third Series, Volume 1: The Study of Psychology: Its Object, Scope, and Method (1879)
  - Third Series, Volume 2: Mind as a Function of Organism (1879)
- New Quarterly (Londra, ottobre 1879)
- J. W. Cross, George Eliot's Life as Related in Her Letters and Journals (3 volumi, New York, 1885)